# Wydad Athletic de Fès
 (mai 2022).
Maillots
Actualités
Le Wydad Athletic de Fès (en arabe : الوداد الرياضي الفاسي), plus couramment abrégé en WAF, est un club marocain de football fondé le 25 avril 1948 et basé dans la ville de Fès.
Il évolue en deuxième division du Championnat du Maroc de football Botola Pro2. Les matchs à domicile se jouent sur le terrain du Stade Hassan-II.
Les fondateurs ont décidé de choisir le blanc et le noir comme des couleurs officielles du club pour lutter contre le racisme à l'époque vu que la plupart des membres ont été des patriotes.

## Histoire
Le Wydad Athletic de Fès a été fondé par Ahmed Belhaj en 1948,
Finaliste de la coupe du trône 2017-2018, après un match nul contre RS Berkane 2-2, (tirs au but : 3-2). 
Le club est très connu au Maroc par la fidélité de ses supporters, qui sont toujours devant l'équipe malgré toutes les circonstances, représenter par Ultras Bianco Nero qui a été fondée  en 2008 lors du 60ème anniversaire de l'équipe.

## Palmarès et statistiques

### Palmarès
| Compétitions nationales |
| - Coupe du Maroc : - Finaliste : 2017-18 . - Botola Pro2 : - Vice-champion : 2008-09. - Botola Amateurs1 (2) : - Champion : 1999-00 et 2007-08. |

### Bilan sportif
Le meilleur classement obtenu en Botola IAM Pro est une dixième place lors de la saison Botola IAM Pro 2016/2017.

## Personnalités

### Entraîneurs
- Abderrahim Chkilite
- Arab Al Moustaqim (Académie)

Asmama 
Bazoz
Fouad sayeh

### Joueurs emblématiques
- Abdessalam Benjelloun
- Anouar Tarkhatt
- Abderrahmane Mssassi
- Omar Hassi
- Younes Mankari
- Rachid Dahmani
- Abdelhak Ait Laarif
- Edgar Gnoleba Loué
- Alhassane Issoufou

## Image et identité

### Les différents noms du club
| Jeunesse Sportive Musulmane de Fès |
| ---------------------------------- |

| Wydad Athletic de Fès |
| --------------------- |

## Supporters du club

### Rivalités
Le WAF est le rival historique du Maghreb de Fès (l'autre grand club de la ville). Leur rencontre porte le nom de « Derby de Fès ».
Ils évoluent tous les deux en Botola IAM D2 et partagent le Complexe sportif de Fès.